# Emil Fey
Pour les articles homonymes, voir Fey.
Emil Fey, né le 23 mars 1886 à Vienne et mort le 16 mars 1938, était un officier de l'armée autrichienne, chef de la Heimwehr, et vice-chancelier d'Autriche (en allemand : Vizekanzler) au cours de la période de l'austrofascisme sous le régime de Engelbert Dollfuss. Il a joué un rôle crucial dans la répression du Parti socialiste (Republikanischer Schutzbund) lors de la guerre civile autrichienne.
Appartenant au Front patriotique, Fey était promoteur du nationalisme autrichien et était par conséquent fondamentalement opposé au nazisme.
Après l'annexion de l'Autriche par le Troisième Reich (Anschluss), Fey est interrogé par la Gestapo le 15 mars 1938. Un jour plus tard, il se suicide après avoir tué son épouse Malvine de 46 ans et son fils Herbert.